# Skeets McDonald
Skeets McDonald (* 1. Oktober 1915 in Greenway, Arkansas als Enos William McDonald; † 31. März 1968) war ein US-amerikanischer Country-Sänger, der 1952 mit Don’t Let the Stars Get in Your Eyes seinen größten Hit hatte.

## Leben

### Anfänge
Skeets McDonald entstammt einer armen Baumwollpflückerfamilie. Als Jugendlicher folgte er seinem älteren Bruder nach Michigan, wo sich nach der Ansiedlung zahlreicher Arbeiter aus den Südstaaten eine kleine Country-Szene entwickelt hatte. Er stellte eine eigene Band zusammen, die durch die Clubs und Radiostationen rund um Detroit tingelte. Nach seinem Militärdienst, den er während des Zweiten Weltkriegs größtenteils in Übersee verbrachte, kehrte er nach Michigan zurück.

### Karriere
Nachdem er bei dem kleinen Label Fortune Records einige Singles aufgenommen hatte (am bekanntesten The Tattooed Lady), zog er 1950 nach Los Angeles. Hier wurde er für die Fernsehshow Hometown Jamboree engagiert und trat in einigen Spielfilmen auf. Mit Capitol Records schloss er einen Schallplattenvertrag ab. 1952 erschien die Single Don’t Let the Stars Get in Your Eyes, die Platz eins der Country-Charts erreichte und zu seinem größten Erfolg wurde. Die nächsten Veröffentlichungen erreichten mittlere Chartpositionen. Musikalisch entwickelte er sich vom Honky Tonk Mitte der 1950er-Jahre zum Rockabilly. Erwähnenswert sind hier unter anderem die Titel Heartbreakin' Mama und You Oughta See Grandma Rock, die mit Eddie Cochran an der Gitarre aufgenommen wurden. Weitere Titel waren unter anderem You’re There und Fort Worth Jailhouse aus dem Jahre 1958. Trotz mittlerweile fehlenden Chartplatzierungen
war McDonalds weiterhin mehr oder weniger in der kalifornische Country-Szene vertreten, was wohl nicht zuletzt auch an seinen Auftritten in der Town Hall Party und in Tex Ritters Ranch Party lag.
1959 wechselte McDonald zu Columbia Records, wo er 1963 mit Call Me Mr. Brown einen Top-10-Hit erzielen konnte. Immer häufiger verließ er die kalifornische Szene und hielt sich für Schallplattenaufnahmen in Nashville auf. Den Einflüssen des poporientierten Nashville Sounds widerstand er weitestgehend. Bald galt seine Musik als altmodisch, und die Verkaufszahlen seiner Platten ließen nach. Anhänger einer traditionellen Country-Musik kamen aber weiterhin zu seinen Konzerten, und auch die Grand Ole Opry hielt an ihm fest.
Am 31. März 1968 erlag Skeets McDonald im Alter von 52 Jahren einem Herzinfarkt.

## Diskografie

### Alben
| Jahr | Titel                                        | Label          |
| ---- | -------------------------------------------- | -------------- |
| 1958 | Goin’ Steady With The Blues                  | Capitol        |
| 1959 | The Country’s Best                           | Capitol        |
| 1962 | Our Best To You                              | Capitol        |
| 1964 | Call Me Skeets                               | Columbia       |
| 1969 | Tattooed Lady And Other Songs                | Fortune        |
| 2000 | Don’t Let The Stars Get In Your Eyes         | Bear Family    |
| 2008 | Heart Breakin’ Mama – Gonna Shake This Shack | Bear Family    |
| 2010 | Classics 1955–1958                           | Warped Records |

| Personendaten    | Personendaten                        |
| ---------------- | ------------------------------------ |
| NAME             | McDonald, Skeets                     |
| ALTERNATIVNAMEN  | McDonald, Enos William (Geburtsname) |
| KURZBESCHREIBUNG | US-amerikanischer Country-Musiker    |
| GEBURTSDATUM     | 1. Oktober 1915                      |
| GEBURTSORT       | Greenway, Arkansas                   |
| STERBEDATUM      | 31. März 1968                        |